# Symphonie no 3 de Prokofiev
Pour les articles homonymes, voir Symphonie no 3.
La Symphonie no 3 en do mineur, opus 44, est la troisième des sept symphonies écrites par Sergueï Prokofiev.

## Structure
La troisième symphonie est empreinte de motorisme et ne cache pas sa modernité. Elle est composée de quatre mouvements :
1. Moderato
2. Andante
3. Allegro agitato
4. Andante mosso

## Fiche technique
- Titre : Symphonie no 3 en ut mineur, op. 44
- Composition : 1928
- Création : 17 mai 1929 à Paris par l'Orchestre symphonique de Paris sous la direction de Pierre Monteux
- Durée : environ 35 minutes

### Orchestration
| Instrumentation de la Symphonie no 3                                                                 |
| Cordes                                                                                               |
| premiers violons, seconds violons, altos, violoncelles, contrebasses, 2 harpes                       |
| Bois                                                                                                 |
| piccolo, cor anglais, clarinette basse, contrebasson, 2 flûtes, 2 hautbois, 2 clarinettes, 2 bassons |
| Cuivres                                                                                              |
| 4 cors, 3 trompettes, 3 trombones, tuba                                                              |
| Percussion                                                                                           |
| timbales, grosses caisses, caisses claires, cymbales, tambourins, tam-tam, castagnettes, cloche      |

## Histoire

### Composition
Elle a été écrite environ quatre ans après la deuxième symphonie.
Comme la Quatrième symphonie, cette œuvre tire une grande quantité de son matériau thématique d’une œuvre scénique préexistante qui, du fait des circonstances, n'a jamais été représentée du vivant du musicien, l'opéra L'Ange de feu, dont la création (en concert et en langue française) n'a eu lieu qu'en novembre 1954, à Paris, sous la direction de Charles Bruck, disciple de Pierre Monteux, le chef d'orchestre qui avait donné la première audition de la symphonie.
Le premier enregistrement de cette symphonie est d'ailleurs dû au même Charles Bruck, qui a gravé l'œuvre pour EMI en mars 1956 avec l'Orchestre national de la Radiodiffusion française (le disque a été publié sous l'étiquette Columbia avec la référence FCX 535).

### Création et réception
Au début de 1929, Prokofiev dirige la création de sa troisième symphonie à Bruxelles.
"Nous étions très inquiets" confiera-t-il plus tard à Nikolaï Miaskovski, grand admirateur de cette symphonie, au sujet de la réception. Cette symphonie est finalement un succès, qui compte même Stravinsky et Diaghilev parmi ses admirateurs. Selon Serge Koussevitzky : "la meilleure symphonie depuis la sixième de Tchaikovsky".

## Analyse

### Moderato
Environ treize minutes. Les foudroyants premiers accords et le thème ostinato proviennent de la scène de la possession dans le couvent, dernière et plus forte scène de l’opéra.

### Andante
Environ sept minutes.

### Allegro agitato
Environ huit minutes. Glissandi dissonants de cordes, coups de timbale à contretemps et une mélopée inquiétante de la flûte concourent à faire de ce mouvement le plus sinistre de la partition.

### Andante mosso
Entre six et sept minutes. Une orchestration très massive et métallique et le retour de l’ostinato démoniaque ne peuvent faire oublier la brièveté de la conclusion générale.